# Dicranomyia (Dicranomyia) penana
Dicranomyia (Dicranomyia) penana is een tweevleugelige uit de familie steltmuggen (Limoniidae). De soort komt voor in het Neotropisch gebied.